# Tutto in un abbraccio
Tutto in un abbraccio è un DVD del cantautore italiano Claudio Baglioni uscito nel 2003.
È stato registrato il 1º luglio di quell'anno allo Stadio Olimpico di Roma (Sold Out) durante il tour Tutto in un abbraccio, effettuato per promuovere l'album Sono io, l'uomo della storia accanto.
È un doppio DVD: il primo contiene il concerto, mentre il secondo include diversi contenuti speciali come un'intervista al cantautore, un album fotografico e il video musicale di Sono Io.

## Tracce

### DVD 1
1. Medley
  - '51 Montesacro
  - Signora Lia
  - I vecchi
  - Solo
  - E tu come stai?
  - Sabato pomeriggio
  - Notte di note note di notte
  - A modo mio
  - Da me a te
  - W l'Inghilterra
  - Amore bello
  - Poster
  - Porta Portese
2. Sono io
3. Strada facendo
4. Quanto ti voglio
5. Un nuovo giorno o un giorno nuovo
6. Dagli il via
7. Uomini persi
8. Avrai
9. Domani mai
10. Stai su
11. Quante volte
12. Cuore di aliante
13. Buona fortuna
14. Tutto in un abbraccio
15. Mai più come te
16. Serenata in sol
17. Grand'uomo
18. Fammi andar via
19. Le vie dei colori
20. Acqua dalla luna
21. Bolero
22. E tu...
23. E adesso la pubblicità
24. Ninna nanna nanna ninna
25. Noi no
26. Mille giorni di te e di me
27. Questo piccolo grande amore
28. Io sono qui
29. La vita è adesso
30. Via

### DVD 2
- Intervista a Claudio Baglioni
- Speciale dietro al palco
- Basi musicali
- Album fotografico
- Sono io (videoclip)
- Crediti

## Classifiche
| Classifica (2003) | Posizione massima |
| ----------------- | ----------------- |
| Italia            | 2                 |

### Classifiche di fine anno
| Classifica (2003) | Posizione |
| ----------------- | --------- |
| Italia            | 3         |